# Skulpin
The Skulpin (Physiculus helenaensis) là một loài cá thuộc họ Moridae. Nó là loài đặc hữu của Saint Helena.